# Perfume 『BUDOUKaaaaaaaaaaN!!!!!』
是流行電音組合Perfume第三張演唱會DVD/Blu-ray。

## 概要
- DVD/Blu-ray收錄了2008年11月6日・7日在日本武道館進行的「森永乳業 エスキモー pino presents BUDOUKaaaaaaaaaaN!!!!!」演唱會錄像。
- DISC 1收錄了11月7日全場曲目的演出錄像，DISC 2則收錄了Perfume歷年的軌跡，以及在演唱會也有播放的『Butterfly』特別影像。此外，在DVD/Blu-ray副聲道中成員的解说也有被收錄。
- DVD在發售首周賣出超過6萬3千張，是繼前作後，連續兩張作品登上ORICON的DVD綜合銷售榜首位，也是自早安少女組在2000年發行作品以來相隔8年零8個月後，再有連續兩張的女性團體DVD作品達成此紀錄，同時也超越了同年早前由aiko和濱崎步發售的DVD（分別售出5.6和5.3萬張），升上第一位[1] 。

## 收錄影像

### DISC 1
1. コンピューターシティ
2. edge
3. エレクトロ・ワールド
4. plastic smile
5. love the world
6. マカロニ
7. Baby cruising Love
8. Take me Take me
9. GAME
10. シークレットシークレット
11. パーフェクトスター・パーフェクトスタイル
12. セラミックガール
13. ジェニーはご機嫌ななめ
14. チョコレイト・ディスコ
15. ポリリズム
16. Puppy love

ENCORE
1. Dream Fighter
2. Perfume
3. wonder2

### DISC 2
1. TOKUTeeeeeeeeeeN!!!!!
2. Butterfly BUDOUKaaaaaaaaaaN!!!!! ver.